# 朝日新聞総合サービス
朝日新聞総合サービス株式会社（あさひしんぶんそうごうさーびす）は1983年3月に朝日新聞社の100%出資子会社として設立された人材派遣事業、保険代理店事業を主とする会社である。

## 概要
朝日新聞社やグループ企業への人材派遣・保険サービスを行ってきたが、その経験から「人材戦略の一端をお手伝いする」とグループ外企業にも人材派遣の提案をしている。
グループ内への派遣であっても正社員への登用・紹介はしておらず、最長でも3年間の契約で終了というシステムとしている。

## 取得許可免許
- 一般労働者派遣事業許可 No.般13-010564
- 有料職業紹介事業許可 No.13-ユ-010946